# Авро 566
Авро 566 (енгл. Avro 566 Avenger) је ловачки авион направљен у Уједињеном Краљевству. Авион је први пут полетео 1926. године. Израђени су само прототипови са разним моторима, али за авион није било интереса.

Распон крила авиона је био 9,75 метара, а дужина трупа 7,77 метара. Празан авион је имао масу од 1074 килограма. Нормална полетна маса износила је око 1460 килограма. Био је наоружан са 2 митраљеза калибра 7,7 милиметара.

## Наоружање
| Наоружање авиона: Авро         |     |
| Ватрено (стрељачко) наоружање  |     |
| Топ                            |     |
| Митраљез                       |     |
| Број и ознака митраљеза        | 2   |
| Калибар                        | 7,7 |
| Бомбардерско наоружање (бомбе) |     |
| Ракетно наоружање (ракете)     |     |

## Земље које су користиле авион
- Велика Британија